# Things Are Getting Better
Things Are Getting Better è il decimo album di Julian Cannonball Adderley, pubblicato nel 1958 dalla Riverside Records.

## Tracce
Lato A
1. Blues Oriental – 4:55 (Milt Jackson)
2. Things Are Getting Better – 7:07 (Julian Cannonball Adderley, Dory Langdon)
3. Serves Me Right – 4:42 (Budd Johnson)
4. Groovin' High – 5:26 (Dizzy Gillespie)

Durata totale: 22:10
Lato B
1. The Sidewalks of New York – 6:57 (Charles B. Lawlor, James W. Blake)
2. Sounds for Sid – 6:20 (Julian Cannonball Adderley)
3. Just One Those Things – 6:41 (Cole Porter)

Durata totale: 19:58

## Musicisti
- Julian Cannonball Adderley - sassofono alto
- Milt Jackson - vibrafono
- Wynton Kelly - pianoforte
- Percy Heath - contrabbasso
- Art Blakey - batteria